# Službena mesta na pruzi
Službena mesta na pruzi služe za obavljanje saobraćajnih i transportno-komercijalnih poslova. 

## Vrste službenih mesta
Na pruzi postoje više tipova službenih mesta.

### Ukrsnice
Ukrsnice regulišu saobraćaj uzastopnih vozova (ukrštanje, preticanje i sleđenje) kada je rastojanje između dveju susednih stanica znatno. Mogu biti opremljene za otpremanje putnika, prtljaga, ekspresnih stvari i kolskih pošiljaka.

### Saobraćajna otpremništva
U njima se ukrštaju i pretiču vozovi. Mogu se otpraviti i putnici, prtljag i ekspresna roba.

### Odjavnice
Odjavnice su službena mesta u kojima se reguliše kretanje uzastopnih vozova (sleđenje) u odjavnom razmaku. Po polasku jednog voza izveštava se (odjavljuje) da je voz prispeo i da se može otpremiti sledeći voz (uzastopni voz). Omogućavaju povećanje propusne moći pruge.

### Rasputnice
Rasputnice su službena mesta gde se sa otvorene pruge odvaja neka druga pruga. Konstrukcija i priključnim vozovima mogu biti podešena za prelazak i saobraćaj vozova na odvojnu prugu iz jednog ili oba smera pruge sa koje se odvojna pruga odvaja pomoću trijangla.

### Raskrsnice
Raskrsnice su službena mesta na pruzi gde se na istom nivou seku dva koloseka.

### Mesto prelaska sa dvokolosečne na jednokolosečnu prugu
Mesta na otvorenoj pruzi gde dvokolosečna pruga prelazi u jednokolosečnu.

### Odvojne stanice ili priključne stanice
Na njima se završava, odnosno počinje neka druga železnička pruga.

### Transportna otpremništva i tovarišta
Transportna otpremništva i tovarišta su službena mesta otvorena za obavljanje celokupnog ili ograničennog otpravljanja putnika i stvari. U njima se obavlja samo manevrisanje sabirnim vozovima ili posebnim vučnim vozilima radi uzimanja ili ostavljanja kola.

### Službena mesta na TK prugama
Na TK prugama postoje sledeće stanice:
- Posednuta TK stanica - stalno posednuta otpravnikom vozova, odnosno ovlašćenja staničnim radnikom.
- Neposednuta TK stanica - nije posednuta ovlašćenenim staničnim radnikom.
- Granična stanica - prva stanica koja nije uključena u telekomandu, saobraćaj reguliše otpravnik vozova.
- Privremena granična stanica - TK stanica koja u slučaju smetnji ili kvara na TK uređajima preuzima ulogu granične stanice.
- Granična odvojna stanica - stanica na TK pruzi od koje se odvaja pruga koja nije uključena u telekomandu.

### Stajališta
Stajališta su službena mesta u kojima se obavlja ograničen putnički saobraćaj. Isključivo služe za ulazak putnika u vozove i izlazak iz njih.

## Literatura
1. 1 2  Lj. Miletić, Miodrag (2005). Organizacija železničkog saobraćaja. Vikipedija: Miodrag Lj. Miletić. ISBN 86-17-12848-8.